# Oostelijke pijpbloemvlinder
De oostelijke pijpbloemvlinder (Allancastria cerisyi) is een dagvlinder uit de familie Papilionidae (grote pages). 

## Kenmerken
De spanwijdte is 52 tot 62 millimeter.

## Verspreiding en leefgebied
De oostelijke pijpbloemvlinder komt voor op berghellingen van de Balkan tot en met Iran. De habitat bestaat uit warme, droge plekken met hier en daar struweel. De soort wordt gevonden tot hoogtes van 1100 meter. 

## Waardplanten
De waardplanten zijn diverse Aristolochia-soorten.

## Vliegtijd
De vliegtijd is van maart tot in juli. De soort overwintert als pop.

## Synoniemen
- Zerynthia cerisy